# Rasmus Højgaard
 (mars 2025).
Rasmus Højgaard, né le 12 mars 2001, est un golfeur professionnel danois qui a remporté son premier événement du circuit européen à l'AfrAsia Bank Mauritius Open 2019, devenant ainsi le troisième plus jeune joueur à remporter le circuit européen.

## Carrière
Højgaard est devenu professionnel début 2019. Après plusieurs tournois sur le Nordic Golf League, il fait ses débuts sur le Challenge Tour.
Dès 2020, il débute sur l'European Tour et remporte le deuxième tournoi de la saison, l'AfrAsia Bank Mauritius Open. Victoire obtenue en play-off contre Renato Panatore et Antoine Rozner. Højgaard a été le premier joueur né dans les années 2000 à s'imposer sur le circuit européen.
En août 2020, Højgaard a remporté le ISPS Handa UK Championship en play-off contre Justin Walters pour sa deuxième victoire sur la tournée européenne.
En août 2021, Højgaard a remporté l'Omega European Masters en Suisse. Il a joué une carte de 63 au tour final pour afficher -13 et prendre la tête. Bernd Wiesberger, qui menait d'un coup, commet un double bogey dans le dernier trou pour terminer un derrière Højgaard.
En juillet 2023, Højgaard remporte son tournoi à domicile, le Made in HimmerLand au  Himmerland Golf & Spa Resort à Farsø, au Danemark.
En août 2024, il remporte son cinquième titre en battant Rory McIlroy au Amgen Irish Open. Cette victoire lui permet d'obtenir son ticket pour le PGA Tour 2025.

## Vie privée
Nicolai, le frère jumeau de Højgaard, est un golfeur professionnel évoluant sur le PGA Tour.

## Palmarès

### European Tour(5)
| No. | Date       | Tournoi                      | Score                 | Marge   | Runner(s)-up                    |
| --- | ---------- | ---------------------------- | --------------------- | ------- | ------------------------------- |
| 1   | 08/12/2019 | AfrAsia Bank Mauritius Open1 | −19 (66-69-66-68=269) | Playoff | Renato Paratore, Antoine Rozner |
| 2   | 30/08/2020 | ISPS Handa UK Championship   | −14 (73-69-67-65=274) | Playoff | Justin Walters                  |
| 3   | 29/08/2021 | Omega European Masters       | −13 (68-66-70-63=267) | 1 coup  | Bernd Wiesberger                |
| 4   | 09/07/2023 | Made in HimmerLand           | −13 (68-70-65-64=267) | Playoff | Nacho Elvira                    |
| 5   | 15/09/2024 | Amgen Irish Open             | −9 (71-68-71-65=275)  | 1 coup  | Rory McIlroy                    |

European Tour playoff record (3–0)
| No. | Année | Tournoi                     | Adversaire                      | Résultat                                                                         |
| --- | ----- | --------------------------- | ------------------------------- | -------------------------------------------------------------------------------- |
| 1   | 2019  | AfrAsia Bank Mauritius Open | Renato Paratore, Antoine Rozner | Victoire par eagle au troisième trou Paratore éliminé par birdie au premier trou |
| 2   | 2020  | ISPS Handa UK Championship  | Justin Walters                  | Victoire sur par au second trou                                                  |
| 3   | 2023  | Made in HimmerLand          | Nacho Elvira                    | Victoire sur par au sixième trou                                                 |